# Fishguard

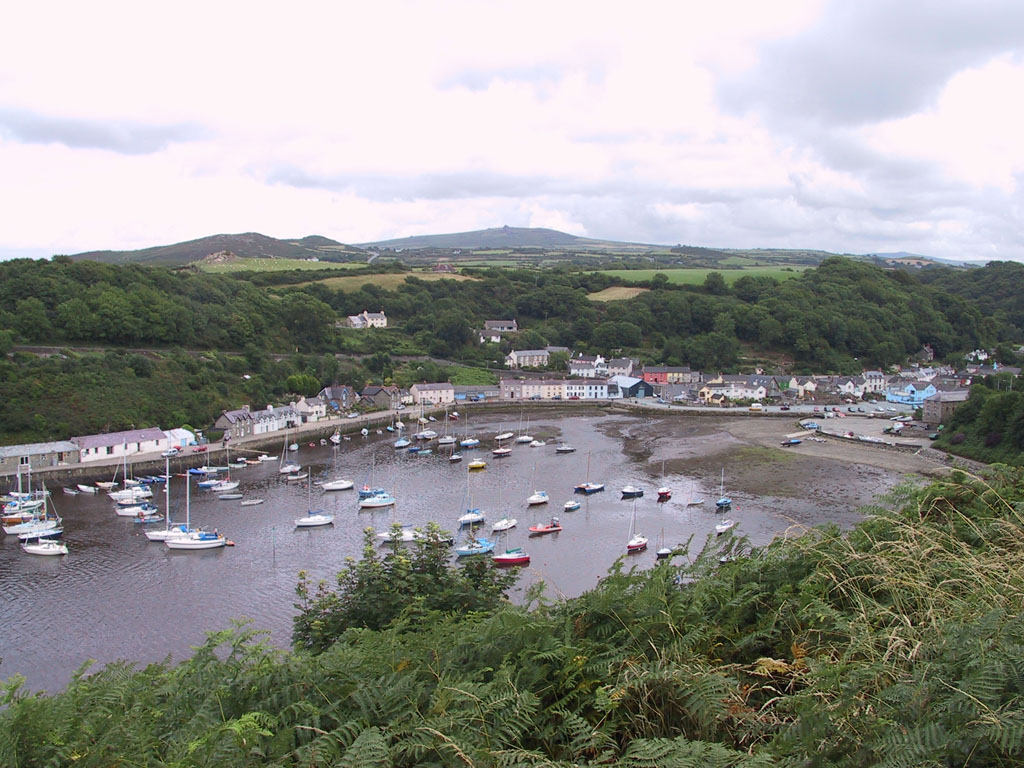
Puerto de Fishguard.

Fishguard (galés: Abergwaun) es una villa costera galesa en el norte del condado de Pembrokeshire, al lado de la boca del río Gwaun y la Bahía de Cardigan. Según el censo de 2001 Fishguard tiene una población de 3.193.
Su nombre significa Jardín de Peces en el idioma noruego antiguo. Su nombre galés, Abergwaun, traduce como Al Estuario del Río Gwaun.
El 23 de febrero de 1797 Fishguard fue invadido por Francia. Fue la última vez que Gran Bretaña ha sido invadido.
El puerto de transbordadores de Fishguard, al oeste de la villa en la aldea de Goodwick, tiene una línea a Rosslare en el Condado de Wexford en Irlanda.